# أدريان باركر
أدريان باركر (بالإنجليزية: Adrian Parker)‏ هو متسابق خماسي حديث بريطاني، ولد في 2 مارس 1951 في كرويدون في المملكة المتحدة.

## وصلات خارجية
- أدريان باركر على موقع أوليمبيديا (الإنجليزية)